# Julian z Halikarnasu
Julian z Halikarnasu (V/VI wiek) – biskup Halikarnasu, monofizyta. Prawdopodobnie zmarł w Aleksandrii około 527 roku. Polemizował z Sewerem z Antiochii na temat pojmowania ciała Chrystusa.
Z pism Juliana z Halikarnasu - Tomos, Przeciw bluźnierstwom Sewera, Apologia, Dysputa przeciw Achillesowi i Wiktorowi, zwolennikom Nestoriusza - zachowały się jedynie fragmenty. Przetrwało też kilka fragmentów z jego 3 listów.